# Bolognese (The Bear)
"Bolognese" es el octavo episodio de la segunda temporada de la comedia dramática televisiva estadounidense The Bear. Es el episodio número 16 de la serie y fue escrito por el coproductor ejecutivo Rene Gube y dirigido por el creador de la serie Christopher Storer. Fue lanzado en Hulu el 22 de junio de 2023, junto con el resto de la temporada.
La serie sigue a Carmen "Carmy" Berzatto, un galardonado chef de cocina de la ciudad de Nueva York, que regresa a su ciudad natal de Chicago para dirigir la fallida tienda de sándwiches de carne italiana de su difunto hermano Michael. En este episodio, The Bear se prepara para un examen de extinción de incendios, que decidirá si se permitirá la apertura del restaurante. 
El episodio recibió críticas muy positivas por parte de la crítica, que elogió la tensión y las actuaciones.

## Trama
Faltan 2 semanas para la inauguración, The Bear se prepara para un examen de extinción de incendios. Ebraheim (Edwin Lee Gibson) regresa y le pide disculpas a Tina (Liza Colón-Zayas) por su ausencia. Luego, Ebraheim decide hacerse cargo de la ventana de sándwiches para llevar del restaurante, ayudando a Tina a concentrarse en sus otras tareas. 
Carmy (Jeremy Allen White) le dice a Sydney (Ayo Edebiri) que decidió cambiar parte del menú después de consultarlo con Claire (Molly Gordon), dejándola preocupada por su impacto en la vida de Carmy. Richie (Ebon Moss-Bachrach) regresa, ahora vestido con traje y disculpándose con Natalie (Abby Elliott) por su comportamiento. Luego, él la ayuda a entrevistar a los candidatos para trabajar con meseros y Richie los desafía a ver su compromiso con la perfección. Marcus (Lionel Boyce) también regresó y utilizó sus conocimientos de Copenhague para ser más creativo con las comidas. 
Fak (Matty Matheson), que ha estado tratando de descubrir por qué el restaurante sigue fallando la prueba del sistema de extinción de incendios, tiene una revelación de último momento, justo antes de que llegue el inspector, de que Mikey lo desactivó cuando intentó cometer fraude al seguro quemando el restaurante y lo soluciona rápidamente a tiempo. El inspector prueba el sistema delante de todos y, a pesar de sus preocupaciones, certifica que el sistema es eficaz, lo que les permite finalmente abrir el restaurante. Mientras el personal se prepara para los arreglos finales, Carmy se va. Carmy, que ahora llama a Claire su novia, decide prepararle la cena por primera vez.

## Producción

### Desarrollo
En mayo de 2023, Hulu confirmó que el octavo episodio de la temporada se titularía "Bolognese" y sería escrito por el coproductor ejecutivo Rene Gube y dirigido por el creador de la serie Christopher Storer.  Fue el segundo crédito de escritura de Gube y el décimo crédito de dirección de Storer. 

### Música
El episodio incluyó canciones como "Lay My Love" de Brian Eno y John Cale, "Stop Your Sobbing" de The Pretenders, "The Crane Wife 3" de The Decemberists y "Throw Your Arms Around Me" de Neil Finn y Eddie Vedder. 

## Lanzamiento
El episodio, junto con el resto de la temporada, se estrenó el 22 de junio de 2023.

## Reseñas críticas
"Bolognese" recibió críticas muy positivas de la crítica. Marah Eakin de Vulture le dio al episodio una calificación de 4 estrellas sobre 5 y escribió: "Él le está demostrando que se preocupa de la manera que mejor sabe y ella lo recompensa con un abrazo y un beso. En este punto, si estos dos corren y se casan, no me enojaría. Ya parecen ser el final del juego, incluso si Carmy no supiera si ella era su novia".
AJ Daulerio de Decider escribió: "The Bear es oficialmente un restaurante. Para celebrar, Carmy va al apartamento de Claire y finalmente le prepara la cena a su novia".  Arnav Srivastava de The Review Geek le dio al episodio una calificación de 3,5 estrellas sobre 5 y escribió: "Pensé que la dinámica de este episodio estaba un poco fuera de lugar debido a que se centraba en la prueba. De todos modos, el camino hacia los dos últimos episodios ya están claros y el estreno de The Bear parece una posibilidad real".  Karl R De Mesa de Show Snob escribió: "Con todo listo para su inauguración, es hora de que se pongan manos a la obra para finalizar su menú. No puedo esperar a la noche de amigos y familiares". 
Rafa Boladeras de MovieWeb nombró el episodio como el octavo mejor de la temporada y escribió: "El episodio cumple, ya que el momento de la prueba se siente para el público como un pase de Ave María, o una declaración de amor, o la gran batalla final, creando expectativas y tensión y al mismo tiempo es un momento aterrador".  Jasmine Blu de TV Fanatic nombró el episodio como el séptimo mejor de la temporada y escribió: "Había mucho en juego en esta entrega, y The Bear necesitaba pasar la prueba de extinción de incendios si esperaba siquiera poder poner en marcha el restaurante. Era su última oportunidad, pero como podíamos imaginar que lo lograrían, no fue tan estresante como otros puntos de la trama a lo largo de la temporada". 